# Periclimenaeus minutus
Periclimenaeus minutus är en kräftdjursart som beskrevs av Lipke Bijdeley Holthuis 1952. Periclimenaeus minutus ingår i släktet Periclimenaeus och familjen Palaemonidae. Inga underarter finns listade i Catalogue of Life.